# Furukawa-Garten

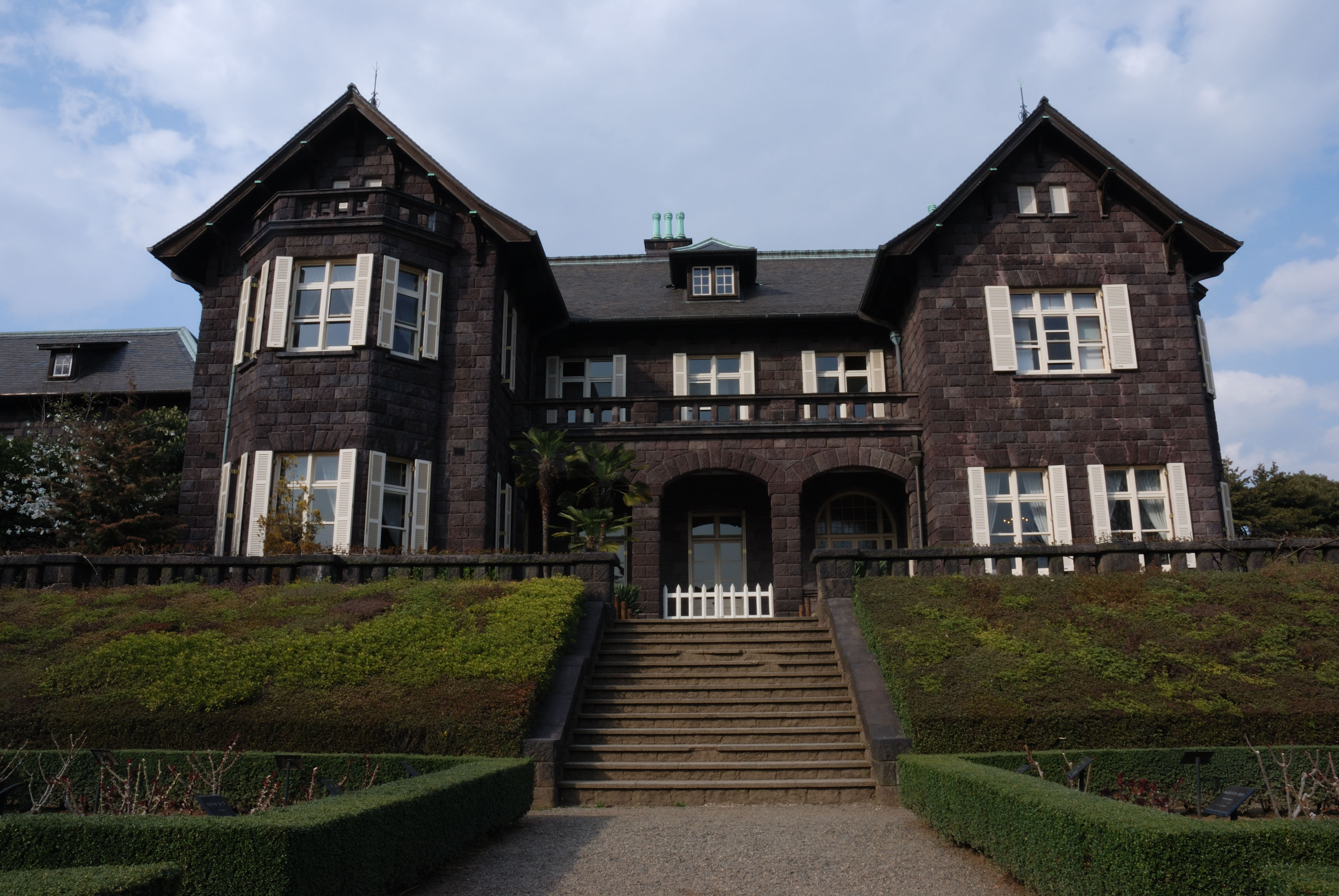
Die Villa, Gartenseite

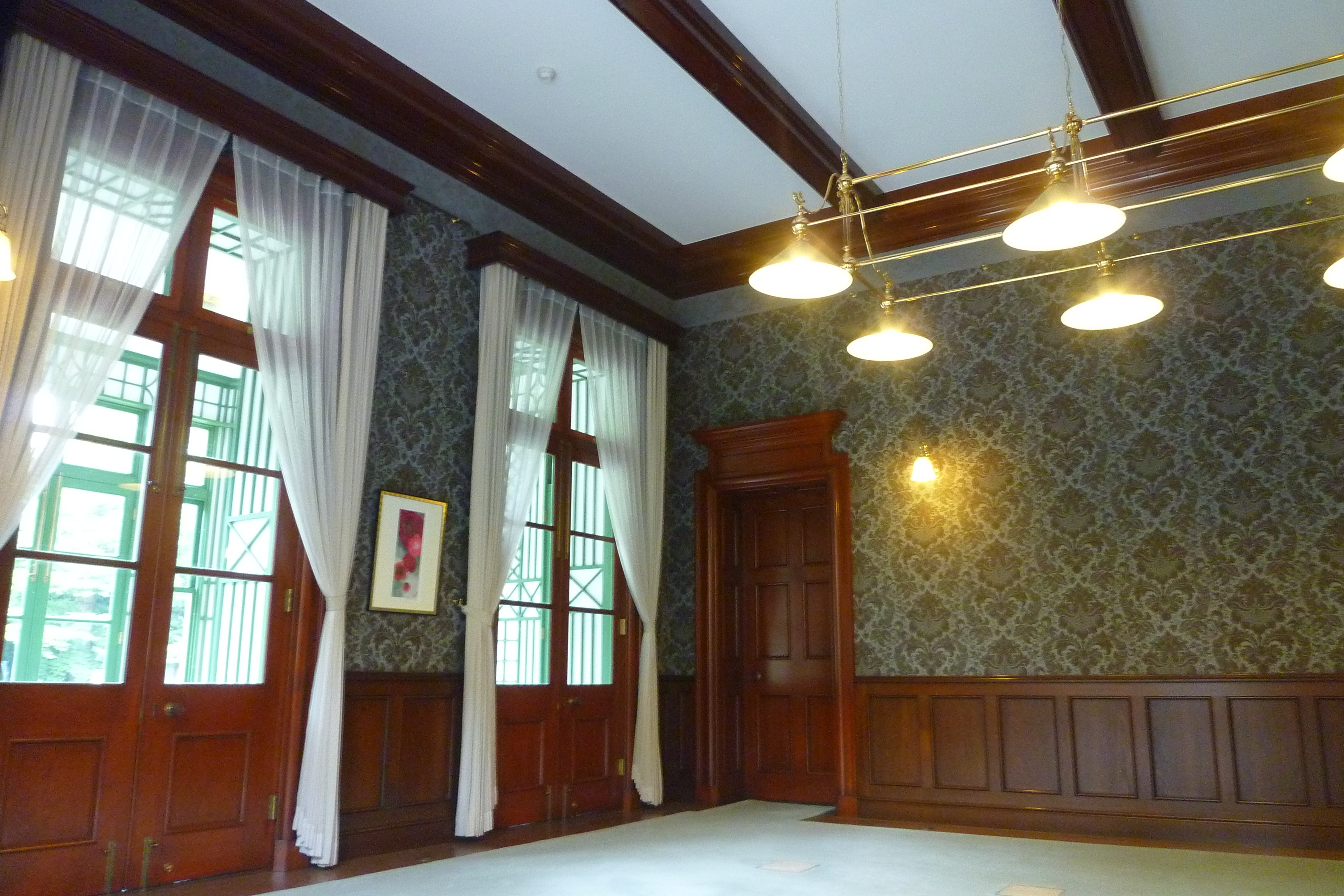
Im Billardraum

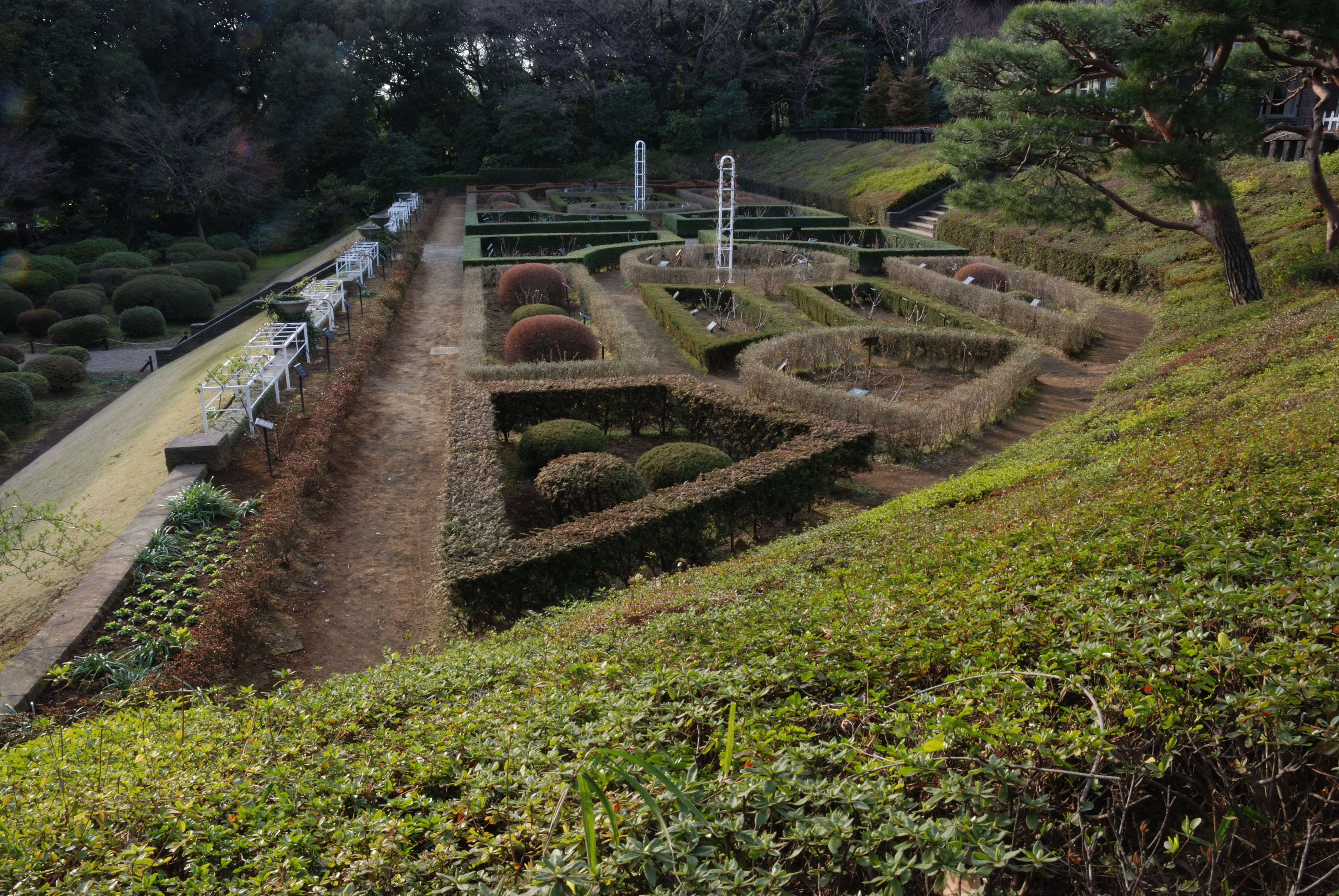
Rosengarten im Herbst

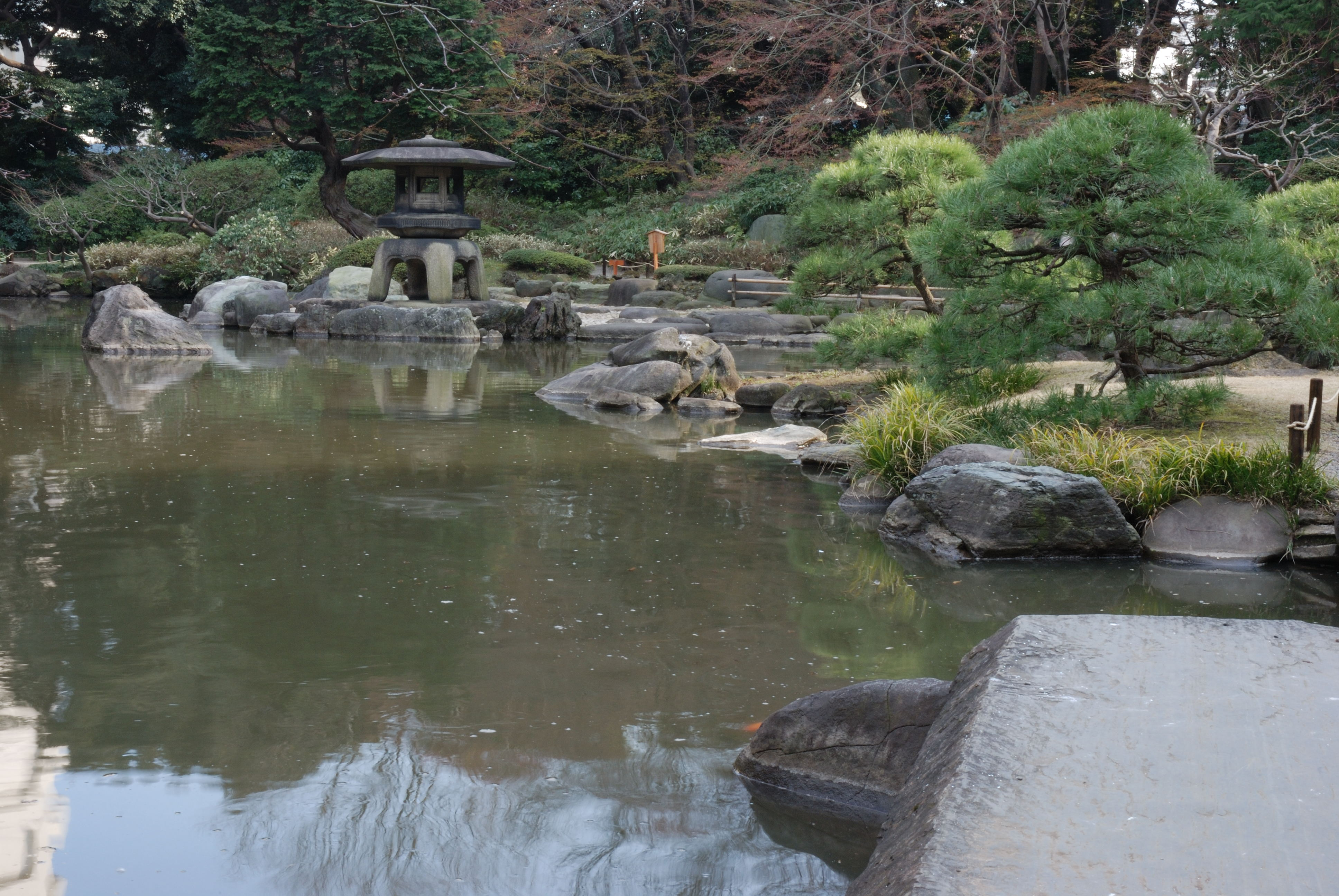
„Herzform“-Teich

Der Furukawa-Garten (japanisch 旧古河庭園, Kyū Furukawa teien) im Tokioter Bezirk Kita gehört zur Villa von Furukawa Toranosuke (古河 虎之助) (1883–1940) aus dem Jahre 1917.

## Hintergrund
Das Anwesen, im Norden von Tokio an der alten Ausfallstraße Iwatsuki Kaidō gelegen, gehörte ursprünglich Graf Mutsu Munemitsu. Der Begründer des Furukawa Zaibatsu, Furukawa Ichibē (1832–1903), adoptierte dessen zweiten Sohn als Nachfolger und übernahm das Grundstück. Als dieser Adoptivsohn früh starb, fiel es schließlich an Toranosuke (1887–1940), einen leiblichen Sohn Ichibēs, der nun das Anwesen übernahm und es neu gestalten ließ.

## Der Garten
1917 wurde die Villa im westlichen Stil fertiggestellt. Der Garten unmittelbar am Haus wurde ebenfalls westlich mit Rasenflächen, Blumenrabatten, Buchsbaum-Einfassungen angelegt. Der größere, tieferliegende Teil aber wurde japanisch gestaltet unter Mitwirkung von Ogawa Jihei (1860–1933), einem Gartengestalter aus Kyoto. Mittelpunkt des japanischen Gartens ist ein großer Teich, dicht von Bäumen umgeben. Der Teich hat die klassische Form des „Herzzeichens“, so, wie es sich aus in einem Zug gemalten 心 ergibt. Es gibt einen „Trockenen Wasserfall“ (kare-san-sui no taki), eine „Yukimi“-Steinlaterne, auf deren breiten Dach sich Schnee ablagern kann, einen offenen Pavillon (azumaya) zum Ausruhen und anderes.

## Die Villa
Die Villa war eins der letzten Werke, die Architekt Josiah Conder ausführte. Das Backsteingebäude ist mit Naturstein, dem dunklen Komatsu-ishi, ein Andesit aus Yugawara (Präfektur Kanagawa), verkleidet. Bemerkenswert ist vor allem die Innengestaltung. Das Erdgeschoss ist ganz im westlichen Stil gehalten. Es enthält neben einer großen Halle die Gesellschaftsräume, Empfangsraum, Esszimmer und ein Billard-Raum.
Das Obergeschoss enthält die privateren Räume. Conder hat dabei eine in sich abgeschlossene japanische Zimmerflucht in das sonst westlich gestaltete Obergeschoss integriert. Diese Räume, mit Tatami ausgelegt, schließen sich direkt an einander an. Im westlichen Teil gibt es ein mit der Technik der Zeit ausgestattetes Bad. Das Haus enthält auch ein „Deutsches Zimmer“, vielleicht auf Grund der langjährigen Zusammenarbeit der Firma Furukawa und Siemens.
Mit der Auflösung des Furukawa Zaibatsu 1945 gab die Familie das Grundstück auf; es fiel an die Stadt, die den Garten der Öffentlichkeit zugänglich machte. Das Gebäude aber kam herunter. 1982 waren drei Seiten von Efeu überwuchert, das Dach war undicht, Wasser kam in die Räume im Obergeschoss. Da übernahm die Ōtani-Stiftung das Gebäude um es zu retten. Die Arbeiten begannen 1983, dauerten sechs Jahre, bis sie am 31. März 1989 abgeschlossen werden konnten. Hilfreich war, dass man Original-Unterlagen von Conder in einem Verschlag unter der Treppe fand. Die Kandelaber wurden nach alten Unterlagen neu angefertigt.

## Kenndaten
- Betreiber: Präfektur Tokio, es wird Eintritt erhoben
- Eröffnung: 30. April 1956
- Fläche: 30.780,86 m², davon Rasenfläche 1.500 m²
- Bestand: 3.610 Bäume, 5.800 Sträucher (1995)
- Einrichtungen: Furukawa-Villa – sie kann nach Voranmeldung besichtigt werden, Teehaus – es kann gemietet werden. Beide Gebäude werden von der Ōtani-Stiftung betreut.